# Julien Ducree
Julien Dimitri Ducree (Rancho Cucamonga, 31 marzo 1997) è un cestista statunitense.